# Kulada
Kulada (en rus: Кулада) és un poble de la república de l'Altai, a Rússia, que el 2016 tenia 467 habitants, pertany al districte d'Ongudai.